# Manawa
Manawa – miasto w Stanach Zjednoczonych, w stanie Wisconsin, w hrabstwie Waupaca.